# イラストーリー
イラストーリーとは、「イラストレーション」と「ストーリー」を合体して作られた造語である。

## 概要
イラストーリーは元々、日本で初めて「イラストレーター」を自称した長尾みのるが提唱した造語であり、著書のタイトルである。絵物語や絵本に近い性質を持つ。
太田克史の一人編集文芸誌『ファウスト』で、「漫画」や「小説」と並び一つのジャンルを示す言葉として使われる様になる。

## 参考書籍
- バサラ人間 - イラストーリー -（著：長尾みのる、1969年発売、駿河台書房）
- 復刻版 バサラ人間 - イラストーリー -（著：長尾みのる、2005年発売、よるひるプロ、ISBN 978-4903108001）
- ファウスト vol.1（2003年発売、講談社、ISBN 978-4061795532）